# Dieter Herzog
Dieter Herzog (født 15. juli 1946 i Oberhausen, Tyskland) er en tysk tidligere fodboldspiller, der som kantspiller på det vesttyske landshold var med til at vinde guld ved VM i 1974 på hjemmebane. Han var på klubplan tilknyttet blandt andet Fortuna Düsseldorf og Bayer 04 Leverkusen. 